# متلازمة يونغ
متلازمة يونغ (بالإنجليزية: Young's syndrome)‏ أو عدوى فقد النطاف الرئوية الجيبية (بالإنجليزية: Azoospermia sinopulmonary infections)‏ أو متلازمة التهاب الجيوب الأنفية والعقم (بالإنجليزية: Sinusitis-infertility syndrome)‏ أو متلازمة باري-بيركينس-يونغ (بالإنجليزية: Barry-Perkins-Young syndrome)‏ هي حالة نادرة تجمع بين توسع القصبات والتهاب الأنف والجيوب ونقص في الخصوبة.
الشخص المصاب بهذا المرض لديه رئة طبيعية لكنه يشكو من مادة مخاطية لزجة بشكل غير طبيعي. انخفاض الخصوبة (فقد النطاف) بسبب عرقلة انتقاص النطف فيالجهاز التناسلي في البربخ حيث تتواجد النطف في سائل لزج غني بالدهنيات. المرض يحمل اسم طبيب المسالك البولية دونالد يونغ الذي وصف المرض أول مرة عام 1972.
هنالك بعض الدراسة تفترض أن الزئبق قد يكون سببا لهذه المتلازمة. كما سجلت حالة لمتلازمة يونغ يظهر عليها اختلاف في الأعراض والعلامات.